# 네지드-헤자즈 왕국
네자드-헤자즈 왕국(아랍어: مملكة نجد والحجاز 말라카트 나지드 왈히자즈[*])은 헤자즈 왕국이 압들 아지즈 이븐 사우드 지배 하에 있는 네지드 술탄국에게 1925년에 정복 당한 후 만들어진 정치적 연방이였다.

## 역사
1926년 1월 8일 네지드의 술탄 이븐 사우드는 메카의 마스지드 알-하람에서 헤자즈의 왕으로 즉위하였고, 1927년 네지드를 그의 왕국으로 선언한다. 1927년 5월 20일 제다 조약을 통해 그의 왕국은 그레이트브리튼 아일랜드 연합 왕국에 의해 독립이 인정된다. 그리고 이는 네지드-헤자즈 왕국으로 명명하게 된다.
향후 5년동안 이븐 사우드는 별도의 단위로 자신의 이중 왕국 두 부분을 관리하게 되는데 1932년 9월 23일 사우디의 영토인 알-하사, 카티프, 네지드 그리고 헤자즈는 후에 사우디아라비아 왕국으로 통합된다.

## 외교 정책
영국과의 긴밀한 관계로 인해, 네지드-헤자드 왕국은 영국으로부터 무기를 공급받아 팽창 정책을 밀고 나갈 수 있었다. 이븐 사우드의 지도하에 헤자즈 왕국은 국제 연맹에서 탈퇴했다.
1926년, 네지드-헤자즈 왕국은 소련으로부터 인정 받았다. 이윽고 1931년에는 미국도 왕국을 공인했다. 이윽고 1932년에는 영국, 소련, 튀르키예, 이란 제국, 네덜란드가 제다(Jeddah)에 각 국의 공사관을 유지하고 있었고, 프랑스 제3공화국, 이탈리아 왕국, 이집트 왕국은 비공식적인 영사를 두고 있었다.

## 네지드-헤자즈 왕국의 국기

네지드의 국기 (1926년 ~ 1932년 9월)
헤자즈의 국기 (1926년 1월 18일 ~ 1932년 ~ 9월 22일)